# Unione Sportiva Rivarolese 1922-1923
Questa pagina raccoglie i dati riguardanti l'Unione Sportiva Rivarolese nelle competizioni ufficiali della stagione 1922-1923.

## Stagione
La Rivarolese, dopo un ottimo inizio (5 punti nelle prime tre giornate con vittoria prestigiosa sulla Juventus, battuta per 2-0 alla seconda giornata), con sei sconfitte consecutive precipitò in zona retrocessione e non riuscì a conquistare la salvezza retrocedendo in Seconda Divisione in virtù del terzultimo posto a un solo punto dallo Spezia salvatosi allo spareggio con l'ex aequo Derthona.

## Rosa
| N. |                   | Ruolo | Calciatore        |
| -- | ----------------- | ----- | ----------------- |
|    | Italia (bandiera) | P     | Carlo Lucchini    |
|    | Italia (bandiera) | P     | Vercelli          |
|    | Italia (bandiera) | D     | Mario Barabino    |
|    | Italia (bandiera) | D     | Luigi Boer        |
|    | Italia (bandiera) | D     | Dionisio Gallino  |
|    | Italia (bandiera) | D     | Gallinotti        |
|    | Italia (bandiera) | D     | Malfino           |
|    | Italia (bandiera) | D     | Carlo Pittaluga   |
|    | Italia (bandiera) | D     | Salvatore Profumo |
|    | Italia (bandiera) | D     | Erminio Taverna   |
|    | Italia (bandiera) | C     | Ettore Battezzati |

| N. |                   | Ruolo | Calciatore         |
| -- | ----------------- | ----- | ------------------ |
|    | Italia (bandiera) | C     | Ezio Mognaschi     |
|    | Italia (bandiera) | C     | Leopoldo Romanelli |
|    | Italia (bandiera) | C     | Salvarezza         |
|    | Italia (bandiera) | A     | Bottino            |
|    | Italia (bandiera) | A     | Osvaldo Fatica     |
|    | Italia (bandiera) | A     | Giorgio Giorgini   |
|    | Italia (bandiera) | A     | Pienovi II         |
|    | Italia (bandiera) | A     | Robotti            |
|    | Italia (bandiera) | A     | Mario Toselli      |
|    | Italia (bandiera) | A     | Vannozzi           |

## Risultati

### Prima Divisione

#### Girone B

##### Girone di andata
| Arbitro: | Crivelli (Milano) |

|                          |           |                           |
| Giorgini 21’ Bottino 70’ | Marcatori | 4’ Rossetti II 88’ Pagano |

| Arbitro: | Bistoletti (Milano) |

|                            |           |  |
| Pienovi II 28’ Robotti 48’ | Marcatori |  |

| Arbitro: | Venegoni (Legnano) |

|              |           |                         |
| Castelli 15’ | Marcatori | 42’ Robotti 78’ Taverna |

| Arbitro: | Vota (Torino) |

|  |           |                      |
|  | Marcatori | 28’ Olivati 85’ Raso |

| Arbitro: | Varetto (Torino) |

|                                                                   |           |                |
| Sardi 2’ De Vecchi 10’ Santamaria I 14’ Bergamino I 28’ Catto 54’ | Marcatori | 68’ Pienovi II |

| Arbitro: | Gera (Torino) |

|                                       |           |  |
| Santagostino 15’, 50’, 67’ Poggia 63’ | Marcatori |  |

| Arbitro: | Mombelli (Casale Monferrato) |

|                           |           |                               |
| Pienovi II 30’ Fatica 51’ | Marcatori | 73’ Bodini I 75’, 90’ Defendi |

| Arbitro: | Fries (Milano) |

|                                                     |           |  |
| Baldi 17’ Perin 37’, 85’ Pozzi 62’, 77’ Gasperi 69’ | Marcatori |  |

| Arbitro: | Zennaro (Genova) |

|                             |           |           |
| Bonzani 56’, 88’ Crotti 75’ | Marcatori | 55’ Bullè |

| Arbitro: | Enrietti (Torino) |

|                                       |           |             |
| Giorgini 22’ Robotti 75’ Vannozzi 86’ | Marcatori | 17’ Moretti |

| Arbitro: | Muttoni (Treviglio) |

|                            |           |  |
| Giorgini 7’ Pienovi II 87’ | Marcatori |  |

##### Girone di ritorno
| Novi Ligure 4 febbraio 1923 12ª giornata | Spezia       | 0 – 0 | Rivarolese | Stadio Alberto Picco\| Arbitro: \| Katz (Parma) \| |
| Arbitro:                                 | Katz (Parma) |       |            |                                                    |

| Arbitro: | Canestrini (Novara) |

|                                                           |           |  |
| Blando 33’, 65’ Pittaluga 76’ (aut.) Grabbi 79’ Gallo 88’ | Marcatori |  |

| Arbitro: | Merani (La Spezia) |

|                              |           |  |
| Bottino 8’ (rig.) Fatica 79’ | Marcatori |  |

| Arbitro: | Minoli (Torino) |

|                                   |           |                                 |
| Allemandi 10’ Tosi 15’ Crespi 40’ | Marcatori | 85’ (rig.) Bottino 88’ Giorgini |

| Arbitro: | Venegoni (Legnano) |

|  |           |                                      |
|  | Marcatori | 1’ Burlando 10’, 83’ Catto 43’ Sardi |

| Arbitro: | Sanguineti (Genova) |

|              |           |                    |
| Vannozzi 12’ | Marcatori | 17’ (aut.) Taverna |

| Arbitro: | Bistoletti (Milano) |

|                                            |           |  |
| Defendi 5’ Bodini I 14’ Albertoni 58’, 83’ | Marcatori |  |

| Rivarolo Ligure 8 aprile 1923 19ª giornata | Rivarolese       | 0 – 0 | Bologna | Campo Torbella\| Arbitro: \| Scamoni (Torino) \| |
| Arbitro:                                   | Scamoni (Torino) |       |         |                                                  |

| Arbitro: | Crivelli (Milano) |

|                                              |           |                     |
| Robotti 21’ (rig.) Bottino 52’, 63’ Boer 90’ | Marcatori | 55’ (rig.) Salamina |

| Arbitro: | Barbon (Venezia) |

|              |           |                                |
| Tosolini 78’ | Marcatori | 7’ Battezzati 73’, 75’ Bottino |

| Arbitro: | Canepa (Savona) |

|                                             |           |             |
| Cuttin 20’ (rig.) Forlivesi 40’ Vezzani 62’ | Marcatori | 70’ Bottino |

## Statistiche

### Statistiche di squadra
| Competizione    | Punti | In casa | In casa | In casa | In casa | In casa | In casa | In trasferta | In trasferta | In trasferta | In trasferta | In trasferta | In trasferta | Totale | Totale | Totale | Totale | Totale | Totale | DR  |
| Competizione    | Punti | G       | V       | N       | P       | Gf      | Gs      | G            | V            | N            | P            | Gf           | Gs           | G      | V      | N      | P      | Gf     | Gs     | DR  |
| --------------- | ----- | ------- | ------- | ------- | ------- | ------- | ------- | ------------ | ------------ | ------------ | ------------ | ------------ | ------------ | ------ | ------ | ------ | ------ | ------ | ------ | --- |
| Prima Divisione | 18    | 11      | 5       | 3       | 3       | 18      | 14      | 11           | 2            | 1            | 8            | 10           | 35           | 22     | 7      | 4      | 11     | 28     | 49     | -21 |

### Statistiche dei giocatori
| Giocatore     | Prima Divisione | Prima Divisione |
| Giocatore     | Presenze        | Reti            |
| ------------- | --------------- | --------------- |
| M. Barabino   | 4               | 0               |
| E. Battezzati | 3               | 1               |
| L. Boer       | 8               | 1               |
| Bottino       | 22              | 8               |
| Bullè         | 3               | 1               |
| O. Fatica     | 4               | 2               |
| D. Gallino    | 10              | 0               |
| Gallinotti    | 8               | 0               |
| G. Giorgini   | 21              | 4               |
| C. Lucchini   | 20              | -48             |
| Malfino       | 2               | 0               |
| E. Mognaschi  | 10              | 0               |
| Pienovi II    | 14              | 4               |
| C. Pittaluga  | 20              | 0               |
| S. Profumo    | 16              | 0               |
| Robotti       | 19              | 4               |
| L. Romanelli  | 20              | 0               |
| Salvarezza    | 1               | 0               |
| E. Taverna    | 21              | 1               |
| Vannozzi      | 14              | 2               |
| Vercelli      | 2               | -1              |